# Cross River Tram
Cross River Tram fou una proposta de Transport for London (TfL) per un sistema de tramvia de 16,5 quilòmetres a Londres, Anglaterra, per connectar Camden Town amb King's Cross, Peckham i Brixton. Es va planificar per alleujar la saturació del metro de Londres, i per millorar el transport a àrees que actualment encara no tenen un bon transport públic, com Aylesbury Estate a Southwark, i contribuir a la regeneració d'aquestes zones. Podria estar operacional el 2016 i els tramvies circularien cada 4 minuts a cada ramal, donant una freqüència de 2 minuts al centre de Londres en hora punta.
El 18 de juliol del 2007 Ken Livingstone, llavors alcalde de Londres, va dir a l'Assemblea de Londres que havia demanat a TfL considerar la possibilitat de dividir la implementació construint la secció sud abans que la nord.
El maig de 2008, el successor de Livingstone, Boris Johnson, anunciava que tenia la intenció de revisar el projecte per la manca de finançament per part del govern central.
El 6 de novembre de 2008, Transport for London anunciava que el tramvia no es construiria. En una declaració que diu: "Donada la manca de fons disponibles per executar el projecte i la probabilitat de no obtenir el finançament addicional de tercers, TfL no està en condicions per al desenvolupament del sistema."

## Ruta proposada
A finals del 2006 i principis de 2007, TfL va consultar als residents sobre les següents rutes:
- Camden Town a Waterloo

Camden Town - Mornington Crescent - Euston - Tavistock Square - Russell Square - Holborn - Aldwych - South Bank - Waterloo
- Waterloo a Brixton

Waterloo - (o Lambeth North/Imperial War Museum/Kennington Cross o Elephant & Castle) - Oval - (o Stockwell o Brixton Road) - Brixton (o Pope's Road o Brixton St Matthew's Church)
- Waterloo a Peckham

Waterloo - St. George's Circus - Elephant & Castle - Heygate Street - Thurlow Street - (o Burgess Park/Chandler Way o Wells Way/Southampton Way) - Peckham 
- Euston a King's Cross

Euston - (o Crowndale Road o Somers Town) - King's Cross
L'11 de setembre de 2007, TfL publicava els resultats de les consultes:
- Euston a King's Cross - es preferia la ruta via Somers Town.
- Euston a Camden Town - es preferia la ruta via Camden High Street.
- Waterloo a Oval - es preferia la ruta via Elephant & Castle.
- Oval a Brixton - es preferia la ruta via Brixton Road.
- Dins Brixton town centre - es preferia la ruta via Effra Road.
- Waterloo a Peckham - es preferia la ruta via Burgess Park.
- Dins Peckham town centre - es preferia la ruta via Jocelyn Street i north of Peckham library i Cerise Road com a terminal.